# Manatuto (municipalité)
Pour la ville, voir Manatuto.
Manatuto est une municipalité du Timor oriental.

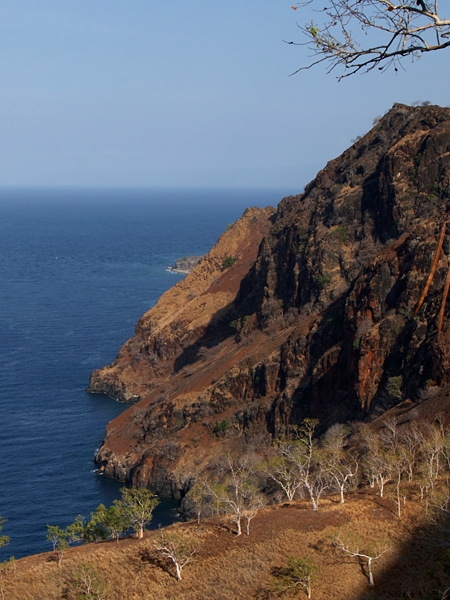
Falaises à Manatuto

Il est lui-même divisé en postes administratifs :

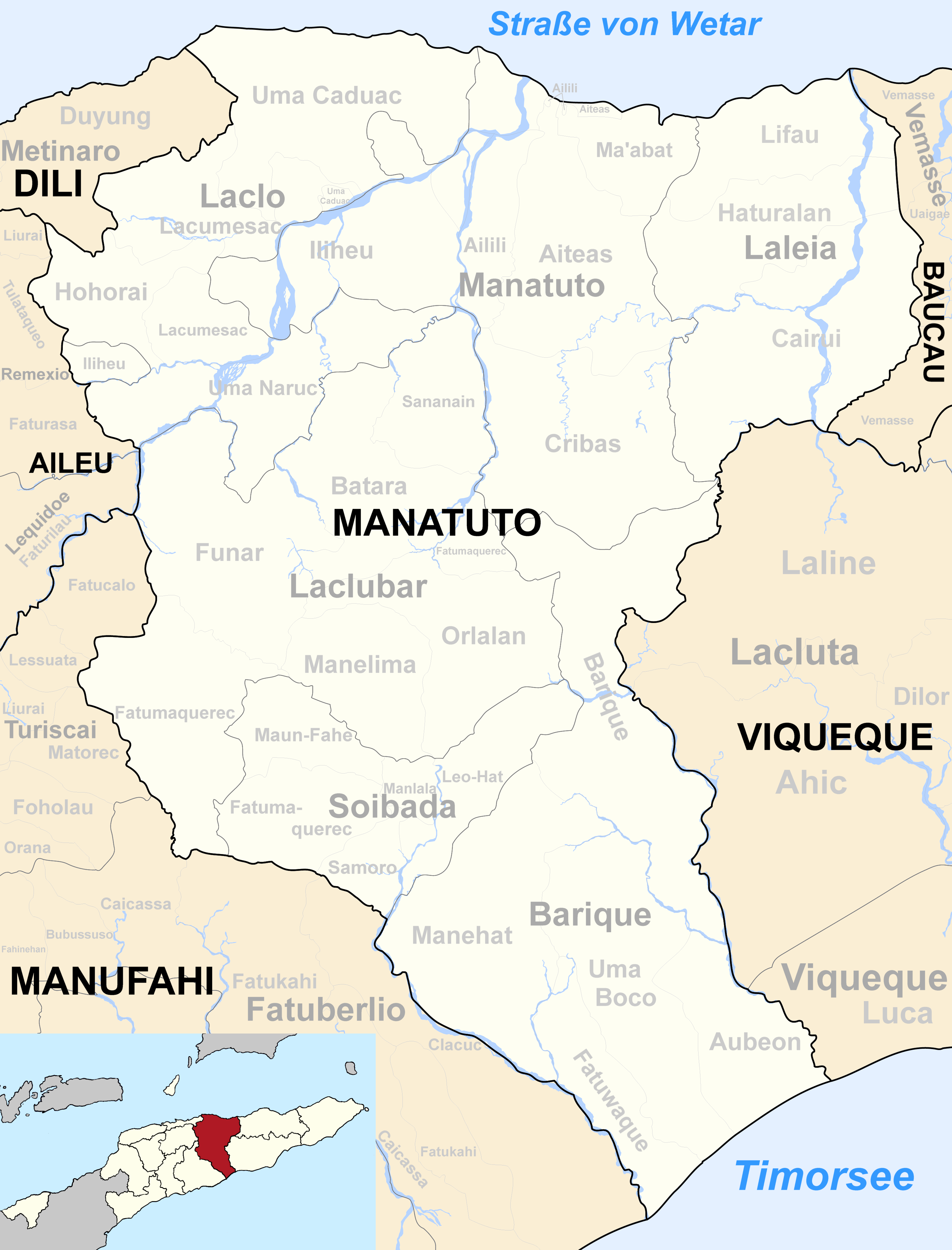
Subdivisions de municipalité

- Barique
- Laclo
- Laclubar
- Laleia
- Manatuto
- Soibada